# Pacyfikacja Sułkowic i Harbutowic
Pacyfikacja Sułkowic i Harbutowic – masowy mord polskiej ludności cywilnej dokonany przez okupantów niemieckich w trakcie II wojny światowej 23 i 24 lipca 1943 we wsiach Sułkowice i Harbutowice.

## Przebieg pacyfikacji
W nocy z 23 na 24 lipca ze wszystkich stron zjechały się oddziały pacyfikacyjne (funkcjonariusze Gestapo, Żandarmerii niemieckiej, Sonderdienstu oraz policji granatowiej Generalnego Gubernatorstwa), które otoczyły pierścieniem Sułkowice i Harbutowice, po czym zaczęły zacieśniać węzeł. Nad ranem Niemcy zaczęli wypędzać z domów ludzi. Przeprowadzano rewizję, a drzwi podejrzanych o konspirację oznaczano kredą. 

### Harbutowice
Niemcy wszystkich złapanych pędzili ku kościołowi, poganiając ich krzykiem i kolbami. Tam kazali leżeć twarzą ku ziemi. Podejrzanych o spisek zamknęli w stodole u jednego z mieszkańców. Natomiast sołtysa wsi prowadzili wśród ludzi i wypytywali ich o jego powiązania z partyzantami, po czym on także dołączył do uwięzionych w stodole. Żołnierze zamordowali też niepełnosprawnego 16-letniego chłopaka i innego mieszkańca, który na ich widok zaczął uciekać. Następnie podejrzanych przewieziono do Sułkowic.

### Sułkowice
Spędzonym na Plac Bydlęcy (dziś plac obok OSP) mężczyznom kazano leżeć głową do ziemi, obok ustawiono kobiety i dzieci. Wyczytano nazwiska 50 osób i ustawiono ich w rzędach. Po przemarszu na Rynek przeprowadzono wstępne przesłuchanie, a ludzi z „czarnej listy” poprowadzono pod plebańską stodołę (za starą szkołą), by tam poddać katuszom. Zmasakrowane ciała wywlekano tylnymi drzwiami, układając twarzą do ziemi. Gestapowiec odczytywał wyrok, skazując leżące osoby na karę śmierci.
Na rozkaz oficera SS oddawano do ofiar strzał w tył głowy, dokonując zabójstwa 26 Polaków. Ci, którzy przeżyli, zostali wywiezieni do obozu w Płaszowie oraz na roboty do Niemiec. Pełna lista aresztowanych nie jest znana.

## Śledztwo
Po wielu latach śledztwa w sprawie tej zbrodni, w 2012 r. Krakowski oddział IPN umorzył je. W toku śledztwa IPN przesłuchał wielu świadków, jednak nie udało się dokładnie ustalić, jakie formacje wojsk niemieckich brały udział w pacyfikacji.

## Upamiętnienie
Niemcy zakazali pogrzebu pomordowanym pod groźbą śmierci. Dopiero po zakończeniu wojny w kwietniu 1945 r. dokonano ekshumacji ciał ze zbiorowej mogiły i uroczyście pochowano je na cmentarzu parafialnym w Sułkowicach.
W 1971 r. powołano Społeczny Komitet Budowy Pomnika Upamiętnienia
Miejsca Straceń. 7 maja 1975 r. odbyło się odsłonięcie pomnika, przed którym do dziś odbywają się uroczystości upamiętniające tę zbrodnię.
W obrębie kościoła w Harbutowicach znajduje się krzyż z tablicą ku pamięci pomordowanych.
Około 1945 r. powstała „Pieśń o pacyfikacji”, której autorstwo przypisuje się ppor. Czesławowi Wyrwale ps. „Wilczur”.
Jedna z ulic Sułkowic przylegających do miejsca kaźni nosi nazwę 24 lipca.
W uroczystościach upamiętniających 80 rocznicę tej tragedii uczestniczył m.in. prezydent RP Andrzej Duda.